# Itō Jinsai
Itō Jinsai est un nom japonais traditionnel ; le nom de famille (ou le nom d'école), Itō, précède donc le prénom (ou le nom d'artiste).
Itō Jinsai (伊藤 仁斎), né 30 août 1627 à Kyoto et mort le 5 avril 1705 dans la même ville, également connu sous le nom de plume Keisai, est un philosophe confucéen et lettré japonais. Il est considéré comme l'un des érudits confucéens les plus influents du XVIIIe siècle japonais et de l'époque d'Edo (1600-1868) en général. Son enseignement s'épanouit surtout dans Kyoto et la région du Kansai au cours des dernières années du shogunat Tokugawa.
L'école de Jinsai, connue sous le nom Kogikaku, critique l'enseignement de Zhu Xi (朱熹, 1130–1200) et prône à la place une vision philosophique basée sur la compréhension des termes clé dans les Analectes et le Mencius. Son école est considérée comme faisant partie d'un mouvement plus large, le « Kogaku » (« ancien enseignement »), comprenant des lettrés antérieurs, tels que Yamaga Sokō 山鹿素行 (1622–1685), et des penseurs postérieurs tels que Ogyū Sorai 荻生徂徠 (1666–1728). Cependant, Jinsai ne cite jamais Sokō ou ses idées, et ses propres déclarations de portée philosophique sont fortement et systématiquement critiquées par Sorai. Plutôt que comme un penseur aligné avec ce qui est appelé le mouvement Kogaku, les idées de Jinsai sont mieux comprises selon leurs propres termes. Jinsai est largement connu pour sa franche affirmation de la validité des émotions humaines, et son articulation d'une métaphysique mettant en évidence l'omniprésence et le potentiel créatif infini d'une «force générative unitaire » (ichigenki). Indicatif de sa renommée dans le monde plus large de la philosophie de l'Asie de l'est, les écrits de Jinsai sont souvent comparés à ceux du savant Dai Zhen 戴震 (1724–1777) de la dynastie Qing, dont l’œuvre majeure, Mengzi ziyi shuzheng (Les significations des termes philosophiques dans le Mencius) est très similaire quant aux termes et à la méthode à l'ouvrage de Jinsai, Gomō jigi (La signification des termes philosophiques dans les Analectes et le Mencius).

## Biographie
Jinsai est le fils ainé d'Itō Ryōshitsu, marchand à Kyoto. On ne sait cependant pas exactement de quelle nature sont les activités marchandes exercées par la famille. Il commence à étudier le chinois à un âge précoce et se consacre à la formulation par Zhu Xi du néoconfucianisme de la dynastie des Song. Il continue à étudier le confucianisme tout au long de son adolescence, et lit de vieux livres laissés à son père par son oncle.
À l'âge de dix ans, il étudie auprès de son oncle, médecin renommé qui a une fois soigné l'empereur Go-Yōzei. Il étudie aussi probablement avec Matsunaga Sekigo, érudit néo-confucéen de Kyoto, lui-même ancien élève de Fujiwara Seika. Compte tenu du caractère distinctement originaire de Kyoto de l'enseignement de Jinsai, il y a de bonnes raisons de l'interpréter comme une expression du monde philosophique de l'ancienne capitale impériale.
À l'âge de vingt-huit ans, Itō souffre d'une maladie non identifiée et laisse l'entreprise familiale à son frère cadet. Il vit par la suite une existence de reclus, étudie le bouddhisme et le taoïsme. Il commence à cette époque à éprouver ses premiers doutes relativement à la philosophie de Zhu Xi, et change même son nom de plume pour indiquer son engagement humaniste (jin).
Il fonde plus tard une école privée, le Kogidō, à Kyoto en 1662. Après la mort de Jinsai en 1705, la direction du Kogidō est assumée par son fils, Togai (1670-1736). Le Kogidō était situé sur la rive est de la rivière Horikawa, directement en face de l'école de Yamazaki Ansai. Alors que celui-ci devient un des principaux partisans de la version de Zhu Xi de la pensée néo-confucianiste des Song, l'école de Jinsai, en revanche, offre une critique soutenue des idées de Zhu Xi. Surtout à Kyoto, l'école de Jinsai rencontre un grand succès, attirant trois mille élèves de nombreuses classes et de professions différentes.

## Enseignements
Jinsai forme sa propre compréhension de la philosophie confucéenne après s'être aperçu que la philosophie spéculative de Zhu Xi n'est pas adaptée à l'éthique au quotidien. Au lieu de cela, il estime qu'il est possible d'apprendre la manière des sages à travers la compréhension de la signification des mots dans les Entretiens de Confucius et le Mencius, deux des Quatre Livres que la philosophie de Zhu Xi a élevé à un statut presque canonique dans le vaste domaine du confucianisme de l'Asie de l'Est. Les deux autres des Quatre Livres, le Zhong Yong et la Grande Étude, sont à l'origine des chapitres du Classique des rites (Liji en chinois), qui ont été traités comme des volumes séparés, avec d'importantes modifications apportées par Cheng Yi et Zhu Xi. C'est en grande partie sur la base de ces deux derniers écrits que Zhu Xi en particulier, a énoncé certaines de ses idées néo-confucéennes les plus distinctes. En réponse aux modifications textuelles de Zhu Xi, Jinsai fait valoir, d'une manière très caractéristique, que « la Grande Étude n'est pas une œuvre survivante de l'école confucéenne ». Il ne se contente pas de rejeter les affirmations de Zhu Xi sur tel ou tel point particulier, mais rejette systématiquement le texte comme « non confucéen » à tous égards importants. Au lieu de la Grande Étude, l'approche de Jinsai consiste à se concentrer sur l'explication de la signification des termes philosophiques tels qu'employés dans les Entretiens et le Mencius. L'approche de Jinsai de l'étude confucéenne est aujourd'hui appelée kogigaku ou « étude des significations anciennes ». Cette approche est reprise par des érudits confucéens ultérieurs, en particulier Ogyū Sorai.
À plusieurs points de vue, Jinsai peut être considéré comme continuateur du projet néo-confucéen que Zhu X, son principal adversaire philosophique, a d'ailleurs défendu de façon efficace et convaincante. Par exemple, le plus complet des textes philosophiques de Jinsai, le Gomō jigi (La signification des termes philosophiques dans les Analectes et le Mencius), est composé pour la première fois tandis que Jinsai donne une série de conférences sur l'ouvrage Xingli ziyi 性理字義 (La signification des termes philosophiques néoconfucéens) de Chen Beixi 陳北溪 (1156–1223). Une grande partie de la structure philosophique du Gomō jigi de Jinsai ainsi que sa méthodologie de clarification et d'analyse conceptuelle, dérivent clairement de l'ouvrage de Beixi. Les deux textes partagent même des éléments communs dans leurs titres, jigi et ziyi 字義 (en japonais, jigi) étant écrits avec les mêmes caractères, se référant à la signification des mots. Dans les deux cas, cependant, les mots discutés et définis sont des termes typiquement philosophiques tels que tendō (« le chemin du ciel »), tenmei (« le décret du ciel »), michi (« la voie »), sei (« la nature humaine »), kokoro (« l'esprit et le cœur »), kotowari (« le principe »), kishin (« fantômes et esprits »), et beaucoup d'autres.
Jinsai est souvent décrit comme un philosophe apolitique. Toutefois, le Gomō jigi peut facilement être considéré comme un texte éminemment politique, un qui définit les fondements philosophiques même d'un ordre politique idéal. Dans les Entretiens, 13/3, Confucius, interrogé par un disciple sur ce qu'il ferait si l'autorité politique lui était donnée, répond qu'il « rectifierait les termes » ( zheng ming). Devant la perplexité de son disciple, Confucius explique que si les mots ne sont pas utilisés correctement, alors en effet il se peut qu'il y ait peu d'espoir pour que l'ordre règne dans un État. Pour cette raison, ajoute Confucius, le prince est toujours prudent dans son utilisation des mots. Le projet de Jinsai de définir précisément les termes philosophiques, est tout à fait une expression tardive du point de vue de Confucius que pour gouverner efficacement, il faut veiller à ce que les mots soient compris et utilisés correctement. Si cela n'est pas fait, alors tout sera perdu.
Plusieurs désaccords philosophiques fondamentaux séparent Jinsai d'avec Zhu Xi, l'interprète de premier plan de la pensée confucéenne depuis la fin de la dynastie Song. D'une part, Zhu Xi affirme que la nature humaine est fondamentalement bonne. Jinsai n'est pas d'accord et soutient plutôt qu'elle a le potentiel pour devenir bonne, mais que c'est seulement par la pratique quotidienne et les actes que ce potentiel peut se réaliser. En outre, il rejette le dualisme du principe rationnel ( li) et de la force matérielle (qi) proposé par le confucianisme des Song, qui pose que c'est la force matérielle qui conduit à la création de la vie et de toutes choses.
Par ailleurs, Zhu Xi met en relation le chemin du ciel (tendō) avec la manière humaine (jindō) au moyen du principe rationnel. Jinsai de son côté considère « la voie » (michi) comme présent dans le banal et le quotidien, et non pas installée sur un certain plan surélevé comme le suggère Zhu. Pour Jinsai, la question centrale est de savoir comment il faut se conduire dans la vie quotidienne. Zhu Xi affirme que tous les êtres humains naissent avec une « nature humaine originelle », (sei), naturellement bonne, ce que rejette Jinsai.
Plutôt que la bonté essentielle de la nature humaine, Jinsai souligne les émotions humaines naturelles (ninjō), qu'il trouve dans la vie quotidienne. De là l'importance accordée à la poésie qui permet l'expression des émotions humaines. C'est elle, selon lui, qui fournit une libération nécessaire aux émotions et aux désirs. Il considère le confucianisme des Song trop sérieux et comme une entrave à la nature humaine. Son soutien à la littérature conduit même le kogidō à attirer certains élèves plus intéressés par la poésie chinoise que par les enseignements de Confucius.
Bien que souvent associé avec les érudits confucéens d'Edo, Ogyū Sorai, en tant que partisan du mouvement de l'enseignement ancien, n'est autre que le plus sévère critique de Jinsai. Dans une lettre à Jinsai, Sorai, ayant lu une édition pirate du Gomō jigi de Jinsai, publiée bien avant que Jinsai ne soit prêt à le rendre publique dans sa forme définitive, exprime tôt son admiration pour le philosophe de Kyoto et son intérêt pour sa philosophie. Jinsai ne répond pas à Sorai, qui aurait apparemment profondément blessé sa fierté. Quelle que soit la façon dont Sorai interprète le silence de Jinsai, il est clair que dans ses écrits ultérieurs, dans le Bendō et le Benmei (1728) en particulier, Sorai conteste pratiquement toutes les idées de Jinsai, le critique souvent très durement alors qu'en fait sa doctrine n'est pas différente de celle de Jinsai dans sa critique de Zhu Xi.
Dans les écrits ultérieurs du kaitokudō, école de marchands basée à Osaka, Jinsai trouve une suite de défenseurs qui retournent les critiques de Sorai avec une série de réactions brutales à ses propres déclarations philosophiques.

## Ouvrages
- Gomō jigi 1705 (Le sens des mots dans les Entretiens et Mencius).
- Dōjimon 1705 (Questions d'enfants).
- Daigaku teihon 1705 (Texte établi de la Grande Étude).
- Hakushimonjū 1704 (Post-scriptum aux œuvres de Bo Juyi).

## Source de la traduction
- (en) Cet article est partiellement ou en totalité issu de l’article de Wikipédia en anglais intitulé « Itō Jinsai » (voir la liste des auteurs).